# Bolgar (cidade moderna)
Bolgar (em russo:  Болгар; em tártaro:  Болгар) é uma cidade e município do Tartaristão, Rússia. Está situada na margens esquerda do rio Volga, a 140 km de Cazã. É a sede do distrito de Spassky. Foi nomeada em 1991 em honra da cidade medieval de Bolgar.